# Molí del Sors
El Molí del Sors és un antic molí fariner de Taradell (Osona) inclòs a l'Inventari del Patrimoni Arquitectònic de Catalunya.

## Descripció
Edifici civil. Antic molí situat al marge dret del Gurri. Està molt enrunat, conserva la bassa amb uns 10m de profunditat, els murs són amples i alts amb algunes parts de pedra molt ben treballada. A la part de llevant hi ha les antigues parets mestres del molí, que era de planta quadrada amb planta i pis, cobert a dues vessants amb el carener paral·lel a la façana situada a llevant. A ponent presenta un portal amb un gran contrafort a cada banda i més enllà hi ha un gran mur on es veu el pas de sortida de l'aigua del carcabà. Uns 50m. més amunt del pont, aprofitant un saltant natural hi ha l'antic mur de contenció de la resclosa parcialment enrunat. Sembla que antigament tenia 3m d'alçada. Al marge dret hi continua l'antiga construcció, parcialment destruïda.
L'estat de conservació és dolent, el seu interès rau en el fet que és testimoni d'una indústria en vies de desaparició.

## Història
A mitjan S.XIV al terme de Tarradell hi havia almenys 10 molins i a mitjans del S.XIX encara en funcionaves o n'eren habitats 7.

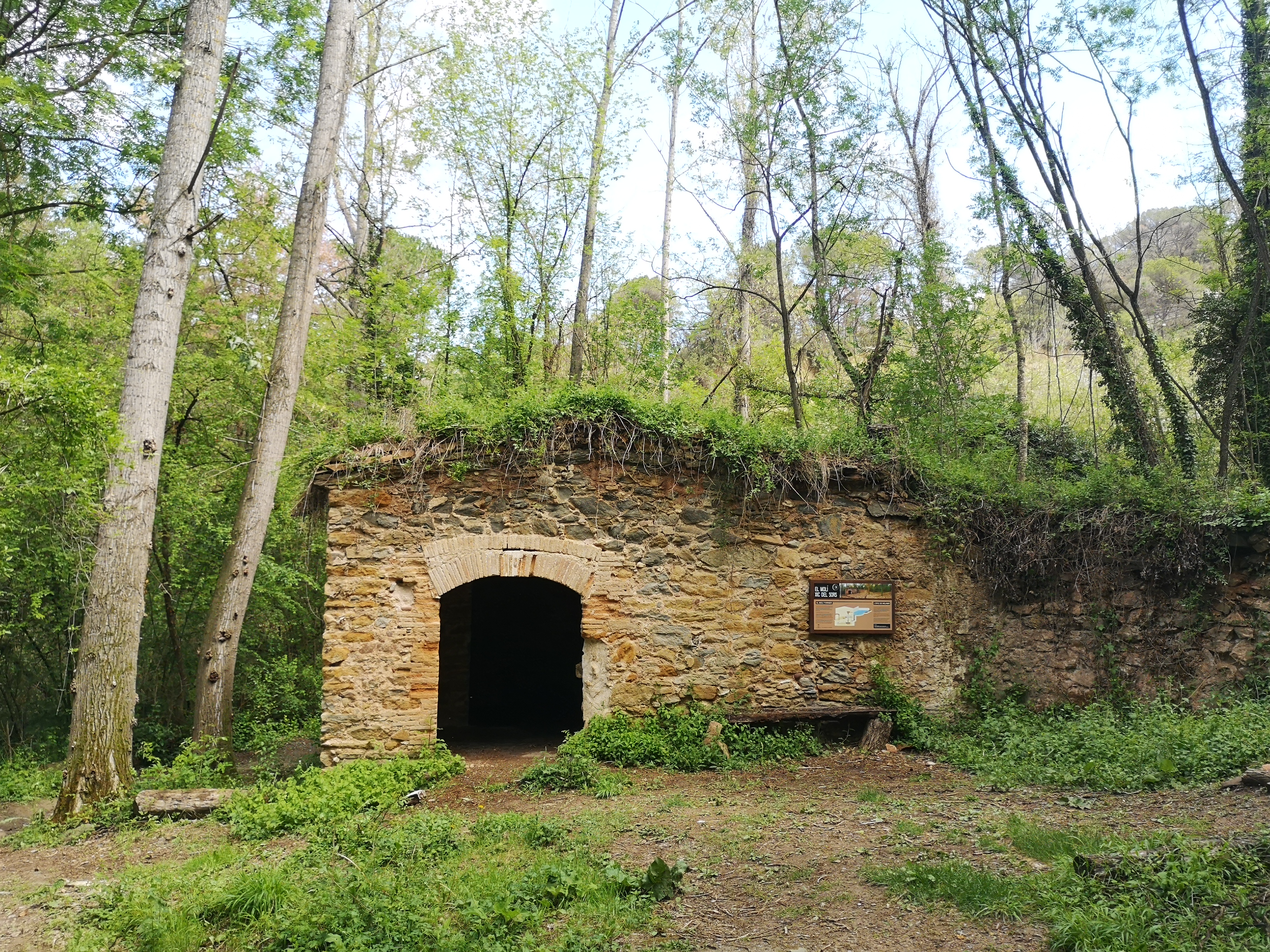
Molí Xic del Sors situat a poca distància del Molí del Sors

El Molí del Sors (l'etimologia del qual sembla venir d'horts) es troba a la riba del Gurri que fa partió entre els termes de Tarradell i de Seva.
El trobem registrat en el nomenclàtor de la província de Barcelona de l'any 1860 on consta com "molino harinero" i habitat per una família.
Durant la guerra civil fou abandonat i començà a enrunar-se.